# Gleißenberg

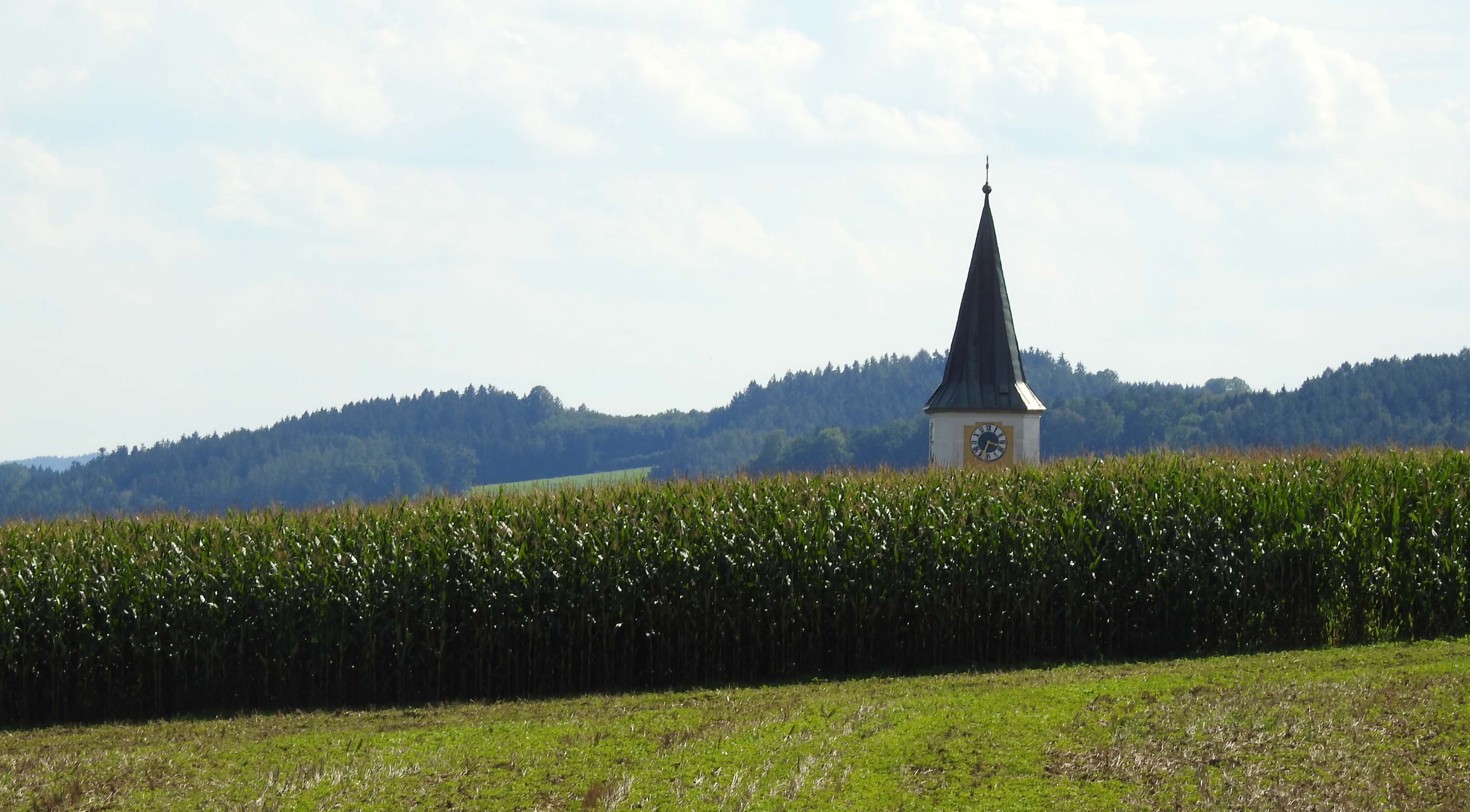
Kirchturm von Gleißenberg

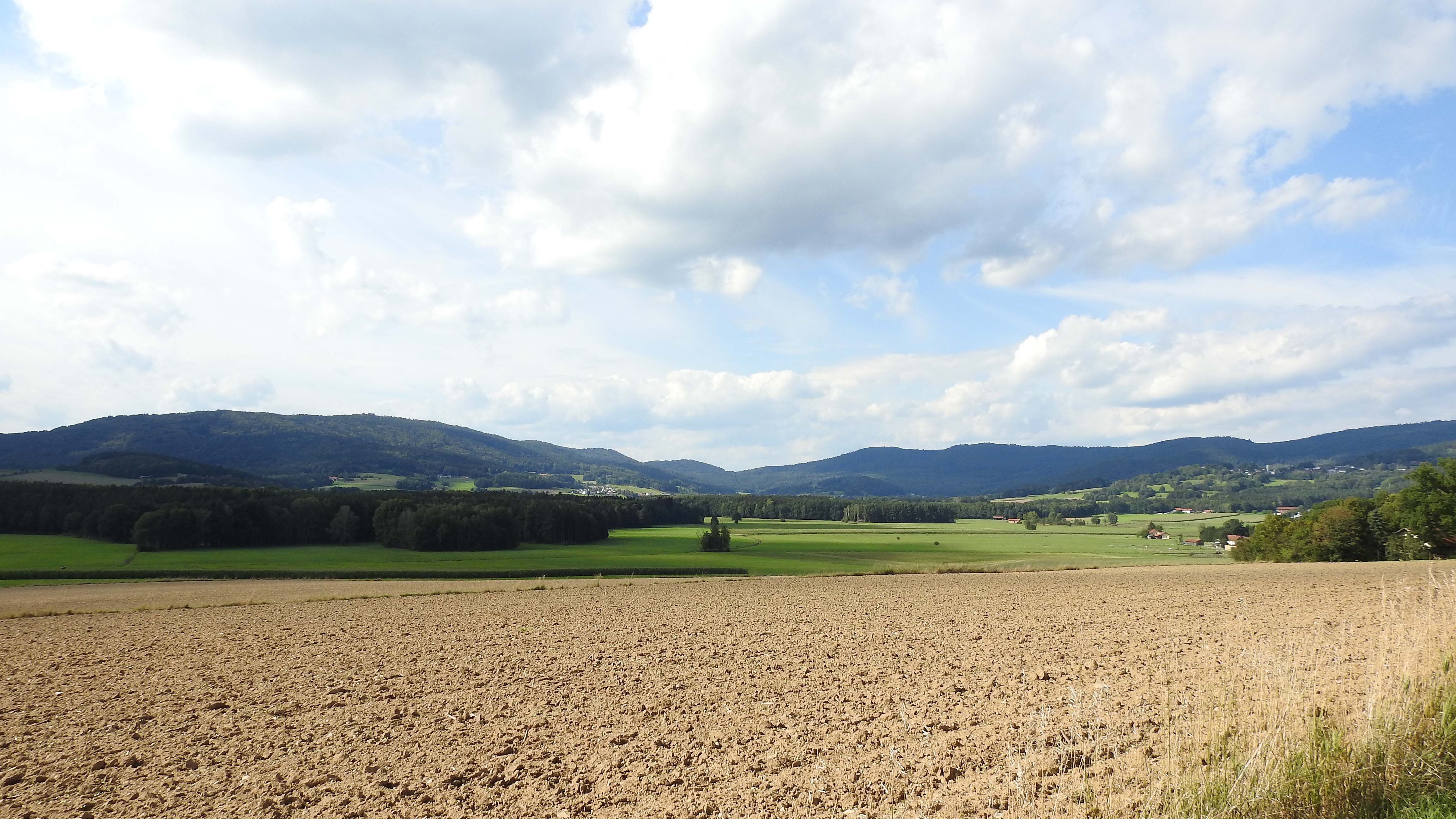
Gleißenberger Talkessel von Süden

Gleißenberg ist eine Gemeinde im Oberpfälzer Landkreis Cham.

## Geografie
Die Gemeinde liegt zwischen den Städten Waldmünchen und Furth im Wald.

### Nachbargemeinden
Die Nachbargemeinden (im Uhrzeigersinn) sind: Waldmünchen, Furth im Wald und Weiding.
| Waldmünchen 7 km | Waldmünchen 7 km                            | Waldmünchen 7 km   |
| Waldmünchen 7 km | Kompassrose, die auf Nachbargemeinden zeigt | Furth im Wald 7 km |
| Waldmünchen 7 km | Weiding 6 km                                | Furth im Wald 7 km |

### Gemeindegliederung
Gleißenberg hat vier Gemeindeteile (in Klammern der Siedlungstyp):
- Gleißenberg (Pfarrdorf)
- Berghof (Einöde)
- Hofmühle (Weiler)
- Ried bei Gleißenberg (Dorf)

Es gibt nur die Gemarkung Gleißenberg.

## Geschichte

### Bis zur Gemeindegründung
Gleißenberg gehörte mit dem Raum Waldmünchen seit dem 14. Jahrhundert zur Herrschaft Schwarzenburg-Rötz-Waldmünchen, die wechselnden Pfandherren unterstand und 1509 an die Kurpfalz verkauft wurde. Im Jahre 1434 wurde der Ort bei einem der letzten Vorstöße der Hussiten niedergebrannt und völlig zerstört. Gleißenberg kam 1777 zum Rentamt Amberg und zum Landgericht Waldmünchen des Kurfürstentums Bayern. Im Zuge der Verwaltungsreformen in Bayern entstand mit dem Gemeindeedikt von 1818 die heutige Gemeinde.

### Eingemeindungen
Im Jahr 1946 wurde Ried bei Gleißenberg in die Gemeinde Gleißenberg eingegliedert.

### Einwohnerentwicklung
Gleißenberg war 2015 die Gemeinde mit der geringsten Zahl an Einwohnern im Landkreis Cham.
- 1961: 0666 Einwohner
- 1970: 0676 Einwohner
- 1987: 0834 Einwohner
- 1991: 0886 Einwohner
- 1995: 0983 Einwohner
- 2000: 1011 Einwohner
- 2005: 0961 Einwohner
- 2010: 0891 Einwohner
- 2015: 0905 Einwohner

Zwischen 1988 und 2018 wuchs die Gemeinde von 837 auf 913 um 76 Einwohner bzw. um 9,1 %.

## Politik
Die Gemeinde ist Mitglied der Verwaltungsgemeinschaft Weiding.

### Bürgermeister
Erster Bürgermeister ab Juni 1994 wurde Josef Christl (Bürgerblock Gleißenberg).
Bei der Kommunalwahl in Bayern am 15. März 2020 wurde Wolfgang Daschner (Freie Wählergruppe „Bayerisches Meran“) zum Ersten Bürgermeister ab dem 1. Mai 2020 gewählt.

### Gemeinderat
Bei der Kommunalwahl am 15. März 2020 wurden 8 Gemeinderatssitze vergeben.
| Partei                                 | Kürzel | Prozent | Sitze |
| -------------------------------------- | ------ | ------- | ----- |
| Bürgerblock Gleißenberg-Ried           | BGR    | 28,48 % | 2     |
| Freie Wählergruppe „Bayerisches Meran“ | FWBM   | 50,37 % | 4     |
| Christliche Freie Wählergemeinschaft   | CFW    | 21,14 % | 2     |

### Städtepartnerschaft
Seit dem Juli 2010 besteht eine Partnerschaft mit der tschechischen Gemeinde Trhanov.

### Wappen
| Wappen von Gleißenberg | Blasonierung: „Unter silbernem Schildhaupt, darin ein blauer Wechselzinnenbalken, von Silber und Schwarz durch zwei rechte Spitzen gespalten.“ |
| Wappen von Gleißenberg | Wappenbegründung: Das Wappen erinnert an zwei Adelsgeschlechter, die für die Gegend um Gleißenberg von Bedeutung waren. Die beiden Seitenspitzen (Wolfszähne) sind dem Wappen der bis um 1400 nachweisbaren Hausner zu Gleißenberg entliehen, die ihren Sitz auf einer Burg nahe dem Ort hatten. Den Wechselzinnenbalken führten die Herren von Schwarzenburg im Wappen, die bis Anfang des 14. Jahrhunderts als Ministerialen der Wittelsbacher auf der Schwarzenburg bei Rötz saßen. Gleißenberg gehörte mit dem Raum Waldmünchen seit dem 14. Jahrhundert zur Herrschaft Schwarzenburg-Rötz-Waldmünchen, die wechselnden Pfandherren unterstand und 1509 an die Kurpfalz verkauft wurde. Dieses Wappen wird seit 1983 geführt. |

## Bodendenkmäler
- Burgstall Gleißenberg

## Wirtschaft und Infrastruktur

### Wirtschaft einschließlich Land- und Forstwirtschaft
In der Gemeinde gibt es nur wenige sozialversicherungspflichtige Arbeitsplätze; 2017 pendelten von der Wohnbevölkerung 359 Personen zu einer auswärtigen Arbeitsstelle.

### Bildung
Es gibt einen Kindergarten mit 25 Plätzen; 20 Kinder besuchten die Einrichtung nach der Statistik vom 1. März 2018. Außerdem besteht im Ortsteil Ried das Schullandheim.

## Persönlichkeiten
- Wilhelm Max Müller (* 1862 in Gleißenberg; † 1919 in Wildwood Beach/New Jersey), Orientalist, Hochschullehrer und Lexikograf
- Josef Kraus (* 1895 in Gleißenberg; † 1979 in Waldmünchen), römisch-katholischer Pfarrer und Heimatforscher